# 2020-as WEC bahreini 8 órás verseny
| Pályarajz | Pályarajz                 | Pályarajz                                         |
| --------- | ------------------------- | ------------------------------------------------- |
|           |                           |                                                   |
| Győztesek |                           |                                                   |
| Kategória | Csapat                    | Versenyzők                                        |
| LMP1      | #7 Toyota Gazoo Racing    | Mike Conway Kobajasi Kamui José María López       |
| LMP2      | #37 Jackie Chan DC Racing | Gabriel Aubry Will Stevens Ho-Pin Tung            |
| LMGTE Pro | #92 Porsche GT Team       | Michael Christensen Kévin Estre                   |
| LMGTE Am  | #56 Team Project 1        | Jörg Bergmeister Egidio Perfetti Larry ten Voorde |

A 2020-as WEC bahreini 8 órás verseny a hosszútávú-világbajnokság 2019–20-as szezonjának nyolcadik és egyben futama volt, amelyet 2020. november 21-én tartottak meg. A viadalt a Sebringi 12 órás autóverseny helyett tartották meg. A fordulót Mike Conway, Kobajasi Kamui és José María López triója nyerte meg, akik a hibridhajtású Toyota Gazoo Racing csapatának versenyautóját vezették.

## Időmérő
A kategóriák leggyorsabb versenyzői vastaggal vannak kiemelve.
| Poz. | Kategória | Csapat                    | Átlagidő | Különbség | Rajthely |
| ---- | --------- | ------------------------- | -------- | --------- | -------- |
| 1.   | LMP1      | #7 Toyota Gazoo Racing    | 1:40,747 | –         | 1        |
| 2.   | LMP1      | #8 Toyota Gazoo Racing    | 1:41,498 | +0,751    | 2        |
| 3.   | LMP2      | #22 United Autosports     | 1:47,060 | +6,313    | 3        |
| 4.   | LMP2      | #37 Jackie Chan DC Racing | 1:48,238 | +7,491    | 4        |
| 5.   | LMP2      | #36 Signatech Alpine Elf  | 1:48,470 | +7,723    | 5        |
| 6.   | LMP2      | #38 Jota Sport            | 1:48,901 | +8,154    | 6        |
| 7.   | LMP2      | #29 Racing Team Nederland | 1:50,339 | +9,592    | 7        |
| 8.   | LMP2      | #47 Cetilar Racing        | 1:51,079 | +10,332   | 8        |
| 9.   | LMGTE-Pro | #92 Porsche GT Team       | 1:56,505 | +15,758   | 9        |
| 10.  | LMGTE-Pro | #95 Aston Martin Racing   | 1:56,521 | +15,774   | 10       |
| 11.  | LMGTE-Pro | #51 AF Corse              | 1:56,706 | +15,959   | 11       |
| 12.  | LMGTE-Pro | #91 Porsche GT Team       | 1:57,124 | +16,377   | 12       |
| 13.  | LMGTE-Pro | #71 AF Corse              | 1:57,217 | +16,470   | 13       |
| 14.  | LMGTE-Pro | #97 Aston Martin Racing   | 1:57,376 | +16,629   | 14       |
| 15.  | LMGTE-Am  | #98 Aston Martin Racing   | 1:58,356 | +17,609   | 15       |
| 16.  | LMGTE-Am  | #90 TF Sport              | 1:58,799 | +18,052   | 16       |
| 17.  | LMGTE-Am  | #62 Red River Sport       | 1:58,868 | +18,121   | 17       |
| 18.  | LMGTE-Am  | #56 Team Project 1        | 1:58,896 | +18,149   | 18       |
| 19.  | LMGTE-Am  | #54 AF Corse              | 1:58,960 | +18,211   | 19       |
| 20.  | LMGTE-Am  | #57 Team Project 1        | 1:59,039 | +18,290   | 20       |
| 21.  | LMGTE-Am  | #83 AF Corse              | 1:59,349 | +18,602   | 21       |
| 22.  | LMGTE-Am  | #88 Dempsey-Proton Racing | 1:59,424 | +18,677   | 22       |
| 23.  | LMGTE-Am  | #86 Gulf Racing           | 1:59,553 | +18,806   | 23       |
| 24.  | LMGTE-Am  | #77 Dempsey-Proton Racing | 1:59,665 | +18,918   | 24       |

## Verseny
A résztvevőknek legalább a versenytáv 70%-át (180 kört) teljesíteniük kellett ahhoz, hogy az elért eredményüket értékeljék. A kategóriák leggyorsabb versenyzői vastaggal vannak kiemelve.
| Poz. | Kategória | #  | Csapat                | Versenyzők                                               | Kasztni                       | Abroncs | Körök | Idő/Kiesés oka |
| Poz. | Kategória | #  | Csapat                | Versenyzők                                               | Motor                         | Abroncs | Körök | Idő/Kiesés oka |
| ---- | --------- | -- | --------------------- | -------------------------------------------------------- | ----------------------------- | ------- | ----- | -------------- |
| 1.   | LMP1      | 7  | Toyota Gazoo Racing   | Mike Conway Kobajasi Kamui José María López              | Toyota TS050 Hybrid           | M       | 263   | 8:00:13.867    |
| 1.   | LMP1      | 7  | Toyota Gazoo Racing   | Mike Conway Kobajasi Kamui José María López              | Toyota 2.4 L Turbo V6         | M       | 263   | 8:00:13.867    |
| 2.   | LMP1      | 8  | Toyota Gazoo Racing   | Sébastien Buemi Brendon Hartley Nakadzsima Kazuki        | Toyota TS050 Hybrid           | M       | 263   | +1:04.594      |
| 2.   | LMP1      | 8  | Toyota Gazoo Racing   | Sébastien Buemi Brendon Hartley Nakadzsima Kazuki        | Toyota 2.4 L Turbo V6         | M       | 263   | +1:04.594      |
| 3.   | LMP2      | 37 | Jackie Chan DC Racing | Gabriel Aubry Will Stevens Ho-Pin Tung                   | Oreca 07                      | G       | 247   | +16 kör        |
| 3.   | LMP2      | 37 | Jackie Chan DC Racing | Gabriel Aubry Will Stevens Ho-Pin Tung                   | Gibson GK428 4.2 L V8         | G       | 247   | +16 kör        |
| 4.   | LMP2      | 38 | Jota Sport            | António Félix da Costa Anthony Davidson Roberto González | Oreca 07                      | G       | 247   | +16 kör        |
| 4.   | LMP2      | 38 | Jota Sport            | António Félix da Costa Anthony Davidson Roberto González | Gibson GK428 4.2 L V8         | G       | 247   | +16 kör        |
| 5.   | LMP2      | 29 | Racing Team Nederland | Frits van Eerd Giedo van der Garde Nyck de Vries         | Oreca 07                      | M       | 247   | +16 kör        |
| 5.   | LMP2      | 29 | Racing Team Nederland | Frits van Eerd Giedo van der Garde Nyck de Vries         | Gibson GK428 4.2 L V8         | M       | 247   | +16 kör        |
| 6.   | LMP2      | 22 | United Autosports     | Filipe Albuquerque Philip Hanson Paul di Resta           | Oreca 07                      | M       | 247   | +16 kör        |
| 6.   | LMP2      | 22 | United Autosports     | Filipe Albuquerque Philip Hanson Paul di Resta           | Gibson GK428 4.2 L V8         | M       | 247   | +16 kör        |
| 7.   | LMP2      | 36 | Signatech Alpine Elf  | Thomas Laurent André Negrão Pierre Ragues                | Alpine A470                   | M       | 246   | +17 kör        |
| 7.   | LMP2      | 36 | Signatech Alpine Elf  | Thomas Laurent André Negrão Pierre Ragues                | Gibson GK428 4.2 L V8         | M       | 246   | +17 kör        |
| 8.   | LMGTE Pro | 92 | Porsche GT Team       | Michael Christensen Kévin Estre                          | Porsche 911 RSR-19            | M       | 235   | +28 kör        |
| 8.   | LMGTE Pro | 92 | Porsche GT Team       | Michael Christensen Kévin Estre                          | Porsche 4.2 L Flat-6          | M       | 235   | +28 kör        |
| 9.   | LMGTE Pro | 91 | Porsche GT Team       | Gianmaria Bruni Richard Lietz                            | Porsche 911 RSR-19            | M       | 235   | +28 kör        |
| 9.   | LMGTE Pro | 91 | Porsche GT Team       | Gianmaria Bruni Richard Lietz                            | Porsche 4.2 L Flat-6          | M       | 235   | +28 kör        |
| 10.  | LMGTE Pro | 71 | AF Corse              | Miguel Molina Davide Rigon                               | Ferrari 488 GTE Evo           | M       | 235   | +28 kör        |
| 10.  | LMGTE Pro | 71 | AF Corse              | Miguel Molina Davide Rigon                               | Ferrari F154CB 3.9 L Turbo V8 | M       | 235   | +28 kör        |
| 11.  | LMGTE Pro | 97 | Aston Martin Racing   | Maxime Martin Richard Westbrook                          | Aston Martin Vantage AMR      | M       | 234   | +29 kör        |
| 11.  | LMGTE Pro | 97 | Aston Martin Racing   | Maxime Martin Richard Westbrook                          | Aston Martin 4.0 L Turbo V8   | M       | 234   | +29 kör        |
| 12.  | LMGTE Pro | 95 | Aston Martin Racing   | Marco Sørensen Nicki Thiim                               | Aston Martin Vantage AMR      | M       | 233   | +30 kör        |
| 12.  | LMGTE Pro | 95 | Aston Martin Racing   | Marco Sørensen Nicki Thiim                               | Aston Martin 4.0 L Turbo V8   | M       | 233   | +30 kör        |
| 13.  | LMGTE Am  | 56 | Team Project 1        | Jörg Bergmeister Egidio Perfetti Larry ten Voorde        | Porsche 911 RSR               | M       | 232   | +31 kör        |
| 13.  | LMGTE Am  | 56 | Team Project 1        | Jörg Bergmeister Egidio Perfetti Larry ten Voorde        | Porsche 4.0 L Flat-6          | M       | 232   | +31 kör        |
| 14.  | LMGTE Am  | 83 | AF Corse              | Emmanuel Collard Nicklas Nielsen François Perrodo        | Ferrari 488 GTE Evo           | M       | 232   | +31 kör        |
| 14.  | LMGTE Am  | 83 | AF Corse              | Emmanuel Collard Nicklas Nielsen François Perrodo        | Ferrari F154CB 3.9 L Turbo V8 | M       | 232   | +31 kör        |
| 15.  | LMGTE Am  | 88 | Dempsey-Proton Racing | Halid-Alqubaisi Jaxon Evans Marco Holzer                 | Porsche 911 RSR               | M       | 232   | +31 kör        |
| 15.  | LMGTE Am  | 88 | Dempsey-Proton Racing | Halid-Alqubaisi Jaxon Evans Marco Holzer                 | Porsche 4.0 L Flat-6          | M       | 232   | +31 kör        |
| 16.  | LMGTE Am  | 54 | AF Corse              | Francesco Castellacci Giancarlo Fisichella Thomas Flohr  | Ferrari 488 GTE Evo           | M       | 232   | +31 kör        |
| 16.  | LMGTE Am  | 54 | AF Corse              | Francesco Castellacci Giancarlo Fisichella Thomas Flohr  | Ferrari F154CB 3.9 L Turbo V8 | M       | 232   | +31 kör        |
| 17.  | LMGTE Am  | 86 | Gulf Racing           | Ben Barker Alessio Picariello Michael Wainwright         | Porsche 911 RSR               | M       | 232   | +31 kör        |
| 17.  | LMGTE Am  | 86 | Gulf Racing           | Ben Barker Alessio Picariello Michael Wainwright         | Porsche 4.0 L Flat-6          | M       | 232   | +31 kör        |
| 18.  | LMGTE Am  | 57 | Team Project 1        | Jeroen Bleekemolen Ben Keating Dylan Pereira             | Porsche 911 RSR               | M       | 231   | +32 kör        |
| 18.  | LMGTE Am  | 57 | Team Project 1        | Jeroen Bleekemolen Ben Keating Dylan Pereira             | Porsche 4.0 L Flat-6          | M       | 231   | +32 kör        |
| 19.  | LMGTE Pro | 51 | AF Corse              | James Calado Daniel Serra                                | Ferrari 488 GTE Evo           | M       | 231   | +32 kör        |
| 19.  | LMGTE Pro | 51 | AF Corse              | James Calado Daniel Serra                                | Ferrari F154CB 3.9 L Turbo V8 | M       | 231   | +32 kör        |
| 20.  | LMGTE Am  | 77 | Dempsey-Proton Racing | Dennis Olsen Riccardo Pera Christian Ried                | Porsche 911 RSR               | M       | 231   | +32 kör        |
| 20.  | LMGTE Am  | 77 | Dempsey-Proton Racing | Dennis Olsen Riccardo Pera Christian Ried                | Porsche 4.0 L Flat-6          | M       | 231   | +32 kör        |
| 21.  | LMGTE Am  | 90 | TF Sport              | Jonathan Adam Charlie Eastwood Salih Yoluç               | Aston Martin Vantage AMR      | M       | 231   | +32 kör        |
| 21.  | LMGTE Am  | 90 | TF Sport              | Jonathan Adam Charlie Eastwood Salih Yoluç               | Aston Martin 4.0 L Turbo V8   | M       | 231   | +32 kör        |
| 22.  | LMGTE Am  | 98 | Aston Martin Racing   | Paul Dalla Lana Ross Gunn Pedro Lamy                     | Aston Martin Vantage AMR      | M       | 231   | +32 kör        |
| 22.  | LMGTE Am  | 98 | Aston Martin Racing   | Paul Dalla Lana Ross Gunn Pedro Lamy                     | Aston Martin 4.0 L Turbo V8   | M       | 231   | +32 kör        |
| 23.  | LMGTE Am  | 62 | Red River Sport       | Cozzolino Kei Bonamy Grimes Colin Noble                  | Ferrari 488 GTE Evo           | M       | 231   | +32 kör        |
| 23.  | LMGTE Am  | 62 | Red River Sport       | Cozzolino Kei Bonamy Grimes Colin Noble                  | Ferrari F154CB 3.9 L Turbo V8 | M       | 231   | +32 kör        |
| 24.  | LMP2      | 47 | Cetilar Racing        | Andrea Belicchi Roberto Lacorte Giorgio Sernagiotto      | Dallara P217                  | M       | 231   | +32 kör        |
| 24.  | LMP2      | 47 | Cetilar Racing        | Andrea Belicchi Roberto Lacorte Giorgio Sernagiotto      | Gibson GK428 4.2 L V8         | M       | 231   | +32 kör        |

## A világbajnokság végeredménye
LMP (Teljes táblázat)
| H  | Versenyzők                                        | Pont | H  | Konstruktőrök       | Pont |
| -- | ------------------------------------------------- | ---- | -- | ------------------- | ---- |
| 1. | Mike Conway Kobajasi Kamui José María López       | 207  | 1. | Toyota Gazoo Racing | 241  |
| 2. | Sébastien Buemi Nakadzsima Kazuki Brendon Hartley | 202  | 2. | Rebellion Racing    | 145  |
| 3. | Bruno Senna Gustavo Menezes Norman Nato           | 145  | 3. | Team LNT            | 29   |
| 4. | Filipe Albuquerque Philip Hanson                  | 90   |    |                     |      |
| 5. | Paul di Resta                                     | 82   |    |                     |      |

LMP2 (Teljes táblázat)
| H  | Versenyzők                              | Pont | H  | Konstruktőrök         | Pont |
| -- | --------------------------------------- | ---- | -- | --------------------- | ---- |
| 1. | Filipe Albuquerque Philip Hanson        | 190  | 1. | United Autosports     | 190  |
| 2. | Paul di Resta                           | 175  | 2. | Jota Sport            | 152  |
| 3. | António Félix da Costa Roberto González | 152  | 3. | Jackie Chan DC Racing | 136  |
| 4. | Anthony Davidson                        | 142  | 4. | Racing Team Nederland | 130  |
| 5. | Ho-Pin Tung Will Stevens                | 136  | 5. | Signatech Alpine Elf  | 109  |

LMGTE Pro (Teljes táblázat)
| H  | Versenyzők                      | Pont | H  | Konstruktőrök | Pont |
| -- | ------------------------------- | ---- | -- | ------------- | ---- |
| 1. | Marco Sørensen Nicki Thiim      | 172  | 1. | Aston Martin  | 332  |
| 2. | Maxime Martin                   | 160  | 2. | Porsche       | 289  |
| 3. | Michael Christensen Kévin Estre | 148  | 3. | Ferrari       | 250  |
| 4. | Alex Lynn Maxime Martin         | 142  |    |               |      |
| 5. | James Calado                    | 132  |    |               |      |

LMGTE Am (Teljes táblázat)
| H  | Versenyzők                                        | Pont  | H  | Konstruktőrök         | Pont  |
| -- | ------------------------------------------------- | ----- | -- | --------------------- | ----- |
| 1. | Emmanuel Collard Nicklas Nielsen François Perrodo | 167   | 1. | AF Corse              | 167   |
| 2. | Jonathan Adam Charlie Eastwood Salih Yoluç        | 154   | 2. | TF Sport              | 154   |
| 3. | Larry ten Voorde                                  | 119   | 3. | #56 Team Project 1    | 118   |
| 4. | Egidio Perfetti                                   | 118   | 4. | Dempsey-Proton Racing | 107,5 |
| 5. | Riccardo Pera Christian Ried                      | 107,5 | 5. | #57 Team Project 1    | 101,5 |